# Groupe 8 des éliminatoires du Championnat d'Europe féminin de football 2017
Navigation
Groupe 7
Cet article donne les résultats détaillés des matchs du Groupe 8 de la phase de groupes des éliminatoires pour l'Euro 2017 de football féminin.

## Classement
En fonction du règlement de l'UEFA relatif à cette compétition.
| Rang | Équipe         | Pts | J | G | N | P | Bp | Bc | Diff |  | Résultats (▼ dom., ► ext.) |     |     |     |      |     |
| ---- | -------------- | --- | - | - | - | - | -- | -- | ---- |  | -------------------------- | --- | --- | --- | ---- | --- |
| 1    | Norvège        | 22  | 8 | 7 | 1 | 0 | 29 | 2  | +27  |  | Norvège                    |     | 2-2 | 4-0 | 10-0 | 5-0 |
| 2    | Autriche       | 17  | 8 | 5 | 2 | 1 | 18 | 4  | +14  |  | Autriche                   | 0-1 |     | 3-0 | 6-1  | 4-0 |
| 3    | Pays de Galles | 11  | 8 | 3 | 2 | 3 | 13 | 11 | +2   |  | Pays de Galles             | 0-2 | 0-0 |     | 4-0  | 3-0 |
| 4    | Kazakhstan     | 4   | 8 | 1 | 1 | 6 | 2  | 30 | -28  |  | Kazakhstan                 | 0-4 | 0-2 | 0-4 |      | 1-0 |
| 5    | Israël         | 2   | 8 | 0 | 2 | 6 | 2  | 17 | -15  |  | Israël                     | 0-1 | 0-1 | 2-2 | 0-0  |     |

- Qualifié directement pour l'Euro 2017
- Barragiste
- Éliminé de la compétition

## Résultats et calendrier
Le lien « Rapport » en bas de chaque feuille de match permet de voir davantage de détails vers la source UEFA.
| 17 septembre 2015 | Kazakhstan | 0 - 2   | Autriche        | BIIK Stadium, Chimkent                           |                                                  |
| 11 h 00 HEC       |            | (0 - 1) | Billa 45+1e 89e | Spectateurs : 500 Arbitrage : Gordana Kuzmanović | Spectateurs : 500 Arbitrage : Gordana Kuzmanović |
| 11 h 00 HEC       | Rapport    |         |                 | Spectateurs : 500 Arbitrage : Gordana Kuzmanović | Spectateurs : 500 Arbitrage : Gordana Kuzmanović |

| 22 septembre 2015 | Kazakhstan | 0 - 4   | Norvège                               | Kazhymukan Munaitpasov Stadium, Astana         |                                                |
| 10 h 00 HEC       |            | (0 - 2) | Ad. Hegerberg 19e 27e · Haavi 51e 61e | Spectateurs : 180 Arbitrage : Simona Ghisletta | Spectateurs : 180 Arbitrage : Simona Ghisletta |
| 10 h 00 HEC       | Rapport    |         |                                       | Spectateurs : 180 Arbitrage : Simona Ghisletta | Spectateurs : 180 Arbitrage : Simona Ghisletta |

|             | Autriche                                  | 3 - 0   | Pays de Galles | NV Arena, Sankt Pölten                             |                                                    |
| 18 h 30 HEC | Schiechtl 25e · Puntigam 73e · Burger 86e | (1 - 0) |                | Spectateurs : 1,050 Arbitrage : Florence Guillemin | Spectateurs : 1,050 Arbitrage : Florence Guillemin |
| 18 h 30 HEC | Rapport                                   |         |                | Spectateurs : 1,050 Arbitrage : Florence Guillemin | Spectateurs : 1,050 Arbitrage : Florence Guillemin |

| 22 octobre 2015 | Israël  | 0 - 0 | Kazakhstan | Lod Municipal Stadium, Lod                    |                                               |
| 18 h 00 HEC     |         |       |            | Spectateurs : 100 Arbitrage : Ivana Martinčić | Spectateurs : 100 Arbitrage : Ivana Martinčić |
| 18 h 00 HEC     | Rapport |       |            | Spectateurs : 100 Arbitrage : Ivana Martinčić | Spectateurs : 100 Arbitrage : Ivana Martinčić |

| 23 octobre 2015 | Norvège                                              | 4 - 0   | Pays de Galles | Color Line Stadion, Ålesund                       |                                                   |
| 17 h 50 HEC     | Herlovsen 30e 71e · Ad. Hegerberg 39e · Mjelde 90+3e | (2 - 0) |                | Spectateurs : 3,483 Arbitrage : Bibiana Steinhaus | Spectateurs : 3,483 Arbitrage : Bibiana Steinhaus |
| 17 h 50 HEC     | Rapport                                              |         |                | Spectateurs : 3,483 Arbitrage : Bibiana Steinhaus | Spectateurs : 3,483 Arbitrage : Bibiana Steinhaus |

| 25 octobre 2015 | Israël  | 0 - 1   | Autriche     | Lod Municipal Stadium, Lod                         |                                                    |
| 18 h 00 HEC     |         | (0 - 0) | Prohaska 48e | Spectateurs : 70 Arbitrage : Karolina Radzik-Johan | Spectateurs : 70 Arbitrage : Karolina Radzik-Johan |
| 18 h 00 HEC     | Rapport |         |              | Spectateurs : 70 Arbitrage : Karolina Radzik-Johan | Spectateurs : 70 Arbitrage : Karolina Radzik-Johan |

| 26 novembre 2015 | Pays de Galles                 | 4 - 0   | Kazakhstan | Bridge Meadow Stadium, Haverfordwest        |                                             |
| 15 h 00 HEC      | Harding 48e · Ward 60e 62e 83e | (0 - 0) |            | Spectateurs : 837 Arbitrage : Tanja Subotič | Spectateurs : 837 Arbitrage : Tanja Subotič |
| 15 h 00 HEC      | Rapport                        |         |            | Spectateurs : 837 Arbitrage : Tanja Subotič | Spectateurs : 837 Arbitrage : Tanja Subotič |

| 1er décembre 2015 | Israël                   | 2 - 2   | Pays de Galles  | Ramat Gan Stadium, Ramat Gan                    |                                                 |
| 14 h 00 HEC       | Falkon 25e · Shelina 83e | (1 - 0) | Harding 59e 80e | Spectateurs : 120 Arbitrage : Marta Frias Acedo | Spectateurs : 120 Arbitrage : Marta Frias Acedo |
| 14 h 00 HEC       | Rapport                  |         |                 | Spectateurs : 120 Arbitrage : Marta Frias Acedo | Spectateurs : 120 Arbitrage : Marta Frias Acedo |

| 6 avril 2016 | Israël  | 0 - 1   | Norvège           | Ramat Gan Stadium, Ramat Gan                |                                             |
| 16 h 00 HEC  |         | (0 - 1) | Ad. Hegerberg 25e | Spectateurs : 192 Arbitrage : Sabine Bonnin | Spectateurs : 192 Arbitrage : Sabine Bonnin |
| 16 h 00 HEC  | Rapport |         |                   | Spectateurs : 192 Arbitrage : Sabine Bonnin | Spectateurs : 192 Arbitrage : Sabine Bonnin |

|             | Autriche                                                                 | 6 - 1   | Kazakhstan      | Vorwärts Stadium, Steyr                   |                                           |
| 18 h 00 HEC | Schiechtl 13e · Billa 15e 88e · Aschauer 18e · Zadrazil 32e · Burger 36e | (5 - 0) | Kirgizbaeva 79e | Spectateurs : 800 Arbitrage : Paula Brady | Spectateurs : 800 Arbitrage : Paula Brady |
| 18 h 00 HEC | Rapport                                                                  |         |                 | Spectateurs : 800 Arbitrage : Paula Brady | Spectateurs : 800 Arbitrage : Paula Brady |

| 10 avril 2016 | Autriche | 0 - 1   | Norvège              | Vorwärts Stadium, Steyr                        |                                                |
| 16 h 00 HEC   |          | (0 - 1) | Mykjåland 23e (pen.) | Spectateurs : 1,300 Arbitrage : Lorraine Clark | Spectateurs : 1,300 Arbitrage : Lorraine Clark |
| 16 h 00 HEC   | Rapport  |         |                      | Spectateurs : 1,300 Arbitrage : Lorraine Clark | Spectateurs : 1,300 Arbitrage : Lorraine Clark |

| 12 avril 2016 | Kazakhstan | 0 - 4   | Pays de Galles                             | BIIK Stadium, Chimkent                               |                                                      |
| 10 h 00 HEC   |            | (0 - 2) | Green 15e 23e · Ward 60e (pen.) 80e (pen.) | Spectateurs : 545 Arbitrage : Tania Fernandes Morais | Spectateurs : 545 Arbitrage : Tania Fernandes Morais |
| 10 h 00 HEC   | Rapport    |         |                                            | Spectateurs : 545 Arbitrage : Tania Fernandes Morais | Spectateurs : 545 Arbitrage : Tania Fernandes Morais |

| 2 juin 2016 | Kazakhstan | 1 - 0   | Israël | BIIK Stadium, Chimkent                      |                                             |
| 14 h 00 HEC | Yalova 69e | (0 - 0) |        | Spectateurs : 550 Arbitrage : Galiya Echeva | Spectateurs : 550 Arbitrage : Galiya Echeva |
| 14 h 00 HEC | Rapport    |         |        | Spectateurs : 550 Arbitrage : Galiya Echeva | Spectateurs : 550 Arbitrage : Galiya Echeva |

|             | Norvège                    | 2 - 2   | Autriche                     | Ullevaal Stadion, Oslo                       |                                              |
| 18 h 00 HEC | Mjelde 23e · Herlovsen 56e | (1 - 1) | Burger 13e · Feiersinger 85e | Spectateurs : 3,564 Arbitrage : Riem Hussein | Spectateurs : 3,564 Arbitrage : Riem Hussein |
| 18 h 00 HEC | Rapport                    |         |                              | Spectateurs : 3,564 Arbitrage : Riem Hussein | Spectateurs : 3,564 Arbitrage : Riem Hussein |

| 6 juin 2016 | Autriche                                           | 4 - 0   | Israël | Niederösterreich, Horn                           |                                                  |
| 19 h 00 HEC | Burger 4e 19e · Barqui 41e (csc) · Kirchberger 78e | (3 - 0) |        | Spectateurs : 1,100 Arbitrage : Sofia Karagiorgi | Spectateurs : 1,100 Arbitrage : Sofia Karagiorgi |
| 19 h 00 HEC | Rapport                                            |         |        | Spectateurs : 1,100 Arbitrage : Sofia Karagiorgi | Spectateurs : 1,100 Arbitrage : Sofia Karagiorgi |

| 7 juin 2016 | Pays de Galles | 0 - 2   | Norvège               | Newport Stadium, Newport                      |                                               |
| 18 h 00 HEC |                | (0 - 0) | Ad. Hegerberg 69e 81e | Spectateurs : 703 Arbitrage : Zuzana Kováčová | Spectateurs : 703 Arbitrage : Zuzana Kováčová |
| 18 h 00 HEC | Rapport        |         |                       | Spectateurs : 703 Arbitrage : Zuzana Kováčová | Spectateurs : 703 Arbitrage : Zuzana Kováčová |

| 15 septembre 2016 | Norvège | 10 - 0  | Kazakhstan | Aker Stadion, Molde                           |                                               |
| 17 h 55 HEC       | Ad. Hegerberg 8e · Herlovsen 10e 12e 79e · Reinås 21e · Mjelde 23e 45+1e · Graham Hansen 29e · Isaksen 77e · An. Hegerberg 81e | (7 - 0) |            | Spectateurs : 2,315 Arbitrage : Tess Olofsson | Spectateurs : 2,315 Arbitrage : Tess Olofsson |
| 17 h 55 HEC       | Rapport |         |            | Spectateurs : 2,315 Arbitrage : Tess Olofsson | Spectateurs : 2,315 Arbitrage : Tess Olofsson |

|             | Pays de Galles              | 3 - 0   | Israël | Rodney Parade, Newport                     |                                            |
| 20 h 05 HEC | Ward 16e 32e · Estcourt 59e | (2 - 0) |        | Spectateurs : 683 Arbitrage : Eszter Urban | Spectateurs : 683 Arbitrage : Eszter Urban |
| 20 h 05 HEC | Rapport                     |         |        | Spectateurs : 683 Arbitrage : Eszter Urban | Spectateurs : 683 Arbitrage : Eszter Urban |

| 19 septembre 2016 | Norvège                                                  | 5 - 0   | Israël | Høddvoll Stadion, Ulsteinvik                |                                             |
| 17 h 55 HEC       | Ad. Hegerberg 43e 48e 52e · Bøe Risa 71e · Herlovsen 80e | (1 - 0) |        | Spectateurs : 2,326 Arbitrage : Paula Brady | Spectateurs : 2,326 Arbitrage : Paula Brady |
| 17 h 55 HEC       | Rapport                                                  |         |        | Spectateurs : 2,326 Arbitrage : Paula Brady | Spectateurs : 2,326 Arbitrage : Paula Brady |

| 20 septembre 2016 | Pays de Galles | 0 - 0 | Autriche | Rodney Parade, Newport                          |                                                 |
| 19 h 00 HEC       |                |       |          | Spectateurs : 705 Arbitrage : Eleni Lampadariou | Spectateurs : 705 Arbitrage : Eleni Lampadariou |
| 19 h 00 HEC       | Rapport        |       |          | Spectateurs : 705 Arbitrage : Eleni Lampadariou | Spectateurs : 705 Arbitrage : Eleni Lampadariou |

## Meilleures buteuses
10 buts
- Ada Hegerberg

7 buts
- Isabell Herlovsen
- Helen Ward